# Салам Масква
«Сала́м Масква́» — российский 16-серийный телесериал 2012 года режиссёра Павла Бардина.
Премьера состоялась 30 июня 2016 в онлайн‑кинотеатре Первого канала, по телевидению на канале сериал показан в марте 2017 года.

## Сюжет
2012 год, Москва. При московском ГУВД создаётся специальный отдел по борьбе с этнической преступностью среди мигрантов.
Возглавить его поручено капитану Сане Реброву — легенде убойного отдела, из-за личной трагедии склонного к пьянству, ксенофобу, называющему выходцев с Кавказа и Средней Азии не иначе как «зверьками». А в напарники ему достаётся только что окончивший школу полиции дагестанец Али Алиев, со связями в диаспоре, живущий в подаренной дядей-бизнесменом квартире, правоверный мусульманин, скромный, с наивными представлениями о справедливости.
Не все просто в их отношениях, но совместная работа заставляет найти путь взаимопониманию и приводит к крепкой мужской дружбе.
В каждой серии они расследуют новое преступление совершенное представителями разных диаспор — армянской, таджикской, грузинской, дагестанской, вьетнамской и других.
Одновременно раскрывается личный мир героев — любовных интриг и ломок стереотипов и предрассудков на национальной почве.

## В ролях
В главных ролях:
- Александр Голубков — Саня Ребров
- Али Алиев — Рустам
- Саёра Сафари — Гуля
- Екатерина Директоренко — Ольга, следователь прокуратуры

В других ролях:
- Фархад Махмудов — Умед
- Мария Болтнева — Настя
- Марина Орёл — Люся
- Владимир Наджафов — Султан
- Дмитрий Калистратов — Шмель
- Бесо Гатаев — Зураб
- Эрик Яралов — Амбарцумян
- Магомедарип Сурхатилов- Гаджи, дядя Рустама
- Елизавета Мартинес Карденас — Жаклин
- Олег Клёнов — Авдонин
- Алексей Овсянников — Василий, криминалист
- Александр Цой — Вуй
- Олег Мошкаркин — зампрокурора
- Рустам Абдрашитов — Гафар
- Микаэль Амирханов — Али
- Надя Славецкая — Марина
- Арслан Мурзабеков — Арслан
- Лена Куо — ласковая Май
- Георгий Иобадзе — Али
- Шухрат Курбанов — Урал
- Дмитрий Цурский — Червоненко
- Пётр Баранчеев — Миша
- Александра Николаева — Рахиль Григорьевна
- Ильяс Тамеев — Мирзо
- Вячеслав Агашкин — Каромат
- Нияз Гаджиев — Ибрагим
- Сахат Дурсунов — Ябанжи
- Наргиса Абдуллаева — Марьям
- Оксана Санькова — Наталья, супруга Арслана
- Ильхам Ханбудагов — Аскер
- Михаил Павлик — Рыков
- Ян Гэ — Лан
- Владимир Михайловский — Кудрявцев
- Любовь Руднева — Кудрявцева
- Ангелина Коршунова — Леночка, внучка Кудрявцева
- Николай Мачульский — Виталик
- Екатерина Дубакина — Света
- Игорь Теплов — Паша
- Наталья Позднякова — Тамара
- Магомед Итазов — Осман
- Артур Дзуцев — Мага
- Гела Читава — Муртаз
- Александра Урсуляк — Ясмин
- Аслан Магомедов — Саид
- Анатолий Калмыков — Перчик
- Владимир Ершов — Короленко
- Владимир Яворский — Фёдор
- Антон Аносов — Борис
- Виктор Алфёров — имам
- Роман Набатов — Мартин
- Григорий Меликбекян — Фарид
- Пак Хёк Су — Хун
- Татьяна Плетнёва — начальник ЖЭУ
- Тамир Сикоев — Исса
- Егор Барановский — Дима-демон, лидер скинхедов
- Георгий Пицхелаури — полковник

## Фестивали и награды
- Национальная кинопремия «Ника» (2017) — лауреат специального приза «За творческие достижения в искусстве телевизионного кинематографа»
- Национальный кинофестиваль дебютов «Движение» — две приза: за лучшую операторскую работу и за лучший сценарий .